# Voetbalkampioenschap van Rijn-Saar
Het voetbalkampioenschap van Rijn-Saar was een van de regionale voetbalcompetities van de Zuid-Duitse voetbalbond, die bestond van 1927 tot 1933. De voorgaande seizoenen bestond de Zuid-Duitse competitie uit vijf Bezirksliga's. Van 1919 tot 1923 waren er tien Kreisliga's. In 1927 werden er acht competities ingevoerd, die wel nog onder de noemer van vier Bezirksliga's verder speelden.
Er werd evenwel niet teruggegrepen naar de twee aparte groepen van de Rijnhessen-Saar. De clubs uit de Saarcompetitie vielen onder de Bezirksliga Rhein-Saar, terwijl die van Hessen naar de Bezirksliga Main-Hessen gingen. De clubs uit de voormalige Rijncompetitie werden dan overgeheveld naar deze Bezirksliga. Geen van de clubs kon een goed resultaat neerzetten in de Zuid-Duitse eindronde.
In 1933 kwam de NSDAP aan de macht in Duitsland en werden alle regionale voetbalbonden opgeheven. De Gauliga werd ingevoerd als hoogste klasse. De clubs gingen in Gauliga Südwest-Mainhessen spelen.

## Erelijst
| Jaar | Kampioen                 | Competitie |
| ---- | ------------------------ | ---------- |
| 1928 | SV Waldhof 1907          | Rijn       |
| 1928 | FV 03 Saarbrücken        | Saar       |
| 1929 | VfL 1884 Neckarau        | Rijn       |
| 1929 | Borussia VfB Neunkirchen | Saar       |
| 1930 | SV Waldhof 1907          | Rijn       |
| 1930 | FK 03 Pirmasens          | Saar       |
| 1931 | SV Waldhof 1907          | Rijn       |
| 1931 | FK 03 Pirmasens          | Saar       |
| 1932 | SV Waldhof 1907          | Rijn       |
| 1932 | FK 03 Pirmasens          | Saar       |
| 1933 | SV Waldhof 1907          | Rijn       |
| 1933 | FK 03 Pirmasens          | Saar       |

## Seizoenen eerste klasse
| Club                          | /6 | Seizoenen (1927-1933) |
| ----------------------------- | -- | --------------------- |
| 1. FC 1907 Idar               | 6  | 1927-1933             |
| Borussia VfB Neunkirchen      | 6  | 1927-1933             |
| FK 03 Pirmasens               | 6  | 1927-1933             |
| FV 03 Saarbrücken             | 6  | 1927-1933             |
| SC Saar 05 Saarbrücken        | 6  | 1927-1933             |
| Mannheimer FC Lindenhof 08    | 6  | 1927-1933             |
| VfR Mannheim                  | 6  | 1927-1933             |
| VfL Neckarau                  | 6  | 1927-1933             |
| SV Waldhof 07                 | 6  | 1927-1933             |
| FC Phönix 04 Ludwigshafen     | 6  | 1927-1933             |
| Sportfreunde 05 Saarbrücken   | 6  | 1927-1933             |
| SpVgg 03 Sandhofen            | 6  | 1927-1933             |
| Mundenheimer SpVgg            | 5  | 1928-1933             |
| VfR Pirmasens                 | 5  | 1927-1932             |
| SV 1905 Saarbrücken           | 3  | 1928-1929, 1931-1933  |
| 1. FC 02 Kreuznach            | 2  | 1927-1929             |
| FG 10 Kirchheim               | 2  | 1930-1932             |
| SVgg Amicitia 09 Viernheim    | 2  | 1931-1933             |
| FC Germania 03 Friedrichsfeld | 2  | 1927-1928, 1932-1933  |
| FC Pfalz 03 Ludwigshafen      | 2  | 1927-1929             |
| SV Eintracht 1906 Trier       | 2  | 1927-1928, 1932-1933  |
| Ludwigshafener FG 03          | 2  | 1927-1929             |
| VfR Kaiserslautern            | 2  | 1928-1929, 1932-1933  |
| 1. FC Kaiserslautern          | 2  | 1931-1933             |
| SV 1916 Sandhausen            | 1  | 1931-1932             |
| Mannheimer FC Phönix          | 1  | 1927-1928             |
| SV 06 Völklingen              | 1  | 1932-1933             |
| SV Trier 05                   | 1  | 1927-1928             |
| FV 1919 Speyer                | 1  | 1927-1928             |
| SV Westmark 05 Trier          | 1  | 1931-1932             |
| VfB Dillingen                 | 1  | 1930-1931             |
| FG 1919 Rohrbach              | 1  | 1929-1930             |

1927/28 · 1928/29 · 1929/30 · 1930/31 · 1931/32 · 1932/33